# Schistolais
Schistolais là một chi chim trong họ Cisticolidae.